# Бастинда
Волшебница Басти́нда — вымышленный персонаж, злая колдунья, правительница Фиолетовой страны. Сестра другой злой волшебницы — Гингемы. Действует в книге «Волшебник Изумрудного города» А. М. Волкова; упоминается также и в других книгах Волкова о Волшебной стране.

## Характер, внешность и фобии
Бастинда, пожалуй, являлась самой опасной злодейкой в сказке «Волшебник Изумрудного города». Она также отличалась мерзким, вздорным характером.
- Уже к моменту захвата Фиолетовой страны (то есть примерно за 400 лет до основных событий сказочного цикла) Бастинда была старухой.
- Единственный глаз колдуньи мог видеть на огромные расстояния[1].
- Бастинда боялась темноты и воды (ей была предсказана смерть от воды, поэтому она «пятьсот лет не умывалась, не чистила зубов, пальцем не прикасалась к воде»[2]).

## История Бастинды
До переселения в Волшебную страну Бастинда жила в Большом мире, на американском континенте. Сменить место жительства она решила практически одновременно с тремя другими феями — Виллиной, Стеллой и Гингемой. Во время дележа Волшебной страны между четырьмя колдуньями Бастинде по воле жребия досталась Фиолетовая страна.
Бастинда обладала властью над волками, воронами с железными клювами и чёрными пчёлами, укусы которых были смертельны. Также Бастинде принадлежала волшебная Золотая Шапка, рабами которой были Летучие Обезьяны: по древнему обычаю, Обезьяны должны были исполнить три желания владельца Золотой Шапки. С помощью Обезьян колдунья захватила власть над страной Мигунов, а позднее отразила нападение Гудвина. Кроме того, Бастинда владела волшебным зонтиком, который «переносил колдунью с места на место на манер ковра-самолёта».
Во время похода Элли и её друзей в Фиолетовую страну Бастинда лишилась волков, ворон и пчёл, но смогла одержать победу при помощи Летучих Обезьян, потратив третье и последнее волшебство Золотой Шапки. После этого никаких магических средств у Бастинды не осталось (за исключением, возможно, волшебного зонтика, пользы от которого, однако, было немного). Но поскольку никто, кроме самой колдуньи, об этом не знал, Мигуны продолжали её бояться и служить ей. Чтобы вернуть себе реальное могущество, Бастинда вынашивала планы выкрасть у Элли серебряные башмачки, доставшиеся девочке после уничтожения Гингемы.
Попытка завладеть башмачками закончилась для Бастинды плачевно. Когда колдунья посредством подлой уловки украла у Элли один башмачок, разгневанная девочка, не знавшая о губительном предсказании, окатила старуху целым ведром воды. Бастинда растаяла «как кусок сахара в стакане чая». Таким образом, в Волшебной стране больше не осталось злых волшебниц, поскольку Гингема тоже была уничтожена домиком, в котором прилетела Элли в начале первого рассказа (если только не считать Арахну, которая в те годы спала очарованным сном).
Бастинде принадлежал ещё один магический артефакт — серебряный обруч, делающий своего хозяина невидимым. Однако обруч был похищен у Бастинды Тонконюхом XVI, будущим лисьим королём, при побеге из Фиолетового дворца, а потом достался Энни Смит.

## Прообраз Бастинды
Прообразом Бастинды послужила для Волкова Злая Ведьма Запада из сказки Л. Ф. Баума «Удивительный Волшебник из Страны Оз» (1900). Описание и действия Злой Ведьмы Запада и Бастинды в значительной степени совпадают, Волков лишь сократил некоторые второстепенные детали и сделал образ колдуньи немного реалистичнее, убрав, в частности, пассаж о том, что из укушенной Тотошкой ноги волшебницы не потекла кровь, поскольку от постоянной злобы вся кровь у колдуньи высохла много лет назад. Кроме того, Волков существенно расширил сопутствующие сцены о пребывании Элли в рабстве у Бастинды и добавил подготовку Мигунами восстания, чего не было в первоисточнике Баума. Также полностью самостоятельной является история появления Бастинды в Волшебной стране, изложенная в книге «Семь подземных королей».
Родственная связь между Бастиндой и Гингемой — тоже относится к числу добавлений. По Бауму Ведьмы Запада и Востока сёстрами не были. Однако родство между ними упоминается в знаменитом фильме Виктора Флеминга «Волшебник страны Оз» (1939), поэтому неизвестно, заимствовал ли Волков его из фильма или придумал самостоятельно.
В книге Баума персонаж Злой Ведьмы Запада был безымянным.
Помимо «волковской» Бастинды известно и другое «перевоплощение» Западной Ведьмы — Эльфаба из цикла «Ведьма» (англ. «Wicked») Г. Магвайра, по первой части которого поставлен знаменитый мюзикл «Злая».

## Производные от имени
В книге «Тайна заброшенного замка» персонаж Ментахо называет Бастиндией и Гингемией вымышленные им королевства, пытаясь дезинформировать менвитского генерала Баан-Ну.
В сказочном цикле об Изумрудном городе Сергея Сухинова, частично основанном на реалиях Волшебной страны Александра Волкова, столица Фиолетовой страны называется Баста — возможно это контаминация имени Бастинды и названия реальной французской крепости-тюрьмы Бастилии, разрушенной в XVIII веке и имевшей некоторое сходство с за́мком Бастинды. (Между прочим, по версии С. Сухинова, сестра Бастинды Гингема была родом из Франции.)

## Экранизации
- В советском кукольном мультсериале «Волшебник Изумрудного города» (1973—1974) Бастинду озвучил Вениамин Смехов.
- В фильме «Волшебник Изумрудного города» (1994) режиссёра П. Арсенова роль Бастинды (а также и Гингемы) исполнила актриса Наталья Варлей.
- Светлана Ходченкова сыграла Бастинду в фильме «Волшебник Изумрудного города. Дорога из жёлтого кирпича» (2025).